# Hypomicrogaster ecdytolophae
Hypomicrogaster ecdytolophae är en stekelart som först beskrevs av Muesebeck 1922.  Hypomicrogaster ecdytolophae ingår i släktet Hypomicrogaster och familjen bracksteklar. Inga underarter finns listade i Catalogue of Life.